# Bóng bàn tại Đại hội Thể thao châu Á 1978
Bóng bàn được tổ chức tại Đại hội Thể thao châu Á 1978 ở Bangkok, Thái Lan. Nội dung thi bóng bàn gồm đội, đôi và đơn dành cho nam và nữ, cũng như đôi hỗn hợp.

## Huy chương giành được
| Nội dung    | Vàng                                                                          | Bạc                                                                                 | Đồng                                                                          |
| ----------- | ----------------------------------------------------------------------------- | ----------------------------------------------------------------------------------- | ----------------------------------------------------------------------------- |
| Đơn nam     | Liang Geliang · Trung Quốc                                                    | Guo Yuehua · Trung Quốc                                                             | Jo Yong-Ho · CHDCND Triều Tiên                                                |
| Đơn nam     | Liang Geliang · Trung Quốc                                                    | Guo Yuehua · Trung Quốc                                                             | Norio Takashima · Nhật Bản                                                    |
| Đôi nam     | Trung Quốc (CHN) · Guo Yuehua · Huang Tongsheng                               | Indonesia (INA) · Empie Wuisan · Sinyo Supit                                        | Trung Quốc (CHN) · Liang Geliang · Chen Xinhua                                |
| Đôi nam     | Trung Quốc (CHN) · Guo Yuehua · Huang Tongsheng                               | Indonesia (INA) · Empie Wuisan · Sinyo Supit                                        | Hàn Quốc (KOR) · Yoon Kil-Jung · Park Lee-Hee                                 |
| Đội nam     | Trung Quốc (CHN) · Chen Xinhua · Guo Yuehua · Huang Tongsheng · Liang Geliang | Nhật Bản (JPN) · Hiroyuki Abe · Ichiro Hoshino · Masahiro Maehara · Norio Takashima | CHDCND Triều Tiên (PRK) · Hong Chol · Jo Yong-Ho · Ri Song-Taek · Yun Chol    |
| Đơn nữ      | Trương Lập · Trung Quốc                                                       | Zhang Deying · Trung Quốc                                                           | Kim Soon-Ok · Hàn Quốc                                                        |
| Đơn nữ      | Trương Lập · Trung Quốc                                                       | Zhang Deying · Trung Quốc                                                           | Kumiko Nagahara · Nhật Bản                                                    |
| Đôi nữ      | Trung Quốc (CHN) · Trương Lập · Zhang Deying                                  | Hồng Kông (HKG) · Hui So Hung · Chang Sui Ying                                      | Nhật Bản (JPN) · Kumiko Nagahara · Keiko Komuro                               |
| Đôi nữ      | Trung Quốc (CHN) · Trương Lập · Zhang Deying                                  | Hồng Kông (HKG) · Hui So Hung · Chang Sui Ying                                      | Trung Quốc (CHN) · Cao Yanhua · Yang Ying                                     |
| Đồng đội nữ | Trung Quốc (CHN) · Cao Yanhua · Yang Ying · Zhang Deying · Trương Lập         | Hàn Quốc (KOR) · Kim Soon-Ok · Lee Ki-Won · Lee Soo-Ja · Park Hong-Ja               | Nhật Bản (JPN) · Ryoko Chiba · Keiko Komuro · Kumiko Nagahara · Fumiko Shinpo |
| Đôi nam nữ  | Trung Quốc (CHN) · Guo Yuehua · Trương Lập                                    | Trung Quốc (CHN) · Liang Geliang · Zhang Deying                                     | Hàn Quốc (KOR) · Lee Sang-Kuk · Lee Ki-Won                                    |
| Đôi nam nữ  | Trung Quốc (CHN) · Guo Yuehua · Trương Lập                                    | Trung Quốc (CHN) · Liang Geliang · Zhang Deying                                     | Hàn Quốc (KOR) · Yoon Kil-Jung · Kim Soon-Ok                                  |

## Bảng huy chương
| 1    | Trung Quốc (CHN)        | 7 | 3 | 2  | 12 |
| 2    | Nhật Bản (JPN)          | 0 | 1 | 4  | 5  |
| 2    | Hàn Quốc (KOR)          | 0 | 1 | 4  | 5  |
| 4    | Hồng Kông (HKG)         | 0 | 1 | 0  | 1  |
| 4    | Indonesia (INA)         | 0 | 1 | 0  | 1  |
| 6    | CHDCND Triều Tiên (PRK) | 0 | 0 | 2  | 2  |
| Tổng | Tổng                    | 7 | 7 | 12 | 26 |